# Bad Romance - Tok lum hua chai yai pisat
Bad Romance - Tok lum hua chai yai pisat (Bad Romance ตกหลุมหัวใจยัยปีศาจ; titolo internazionale Bad Romance: The Series) è una serie televisiva thailandese del 2016, basata sull'omonima graphic novel, con protagoniste due storie d'amore: una etero, tra Cho e Yihwa, ed una gay, tra Knock e Korn. È andata in onda su PPTV (e in latecast su TV Thunder e Line TV) dal 18 luglio al 5 settembre 2016.
Nel 2017 è stata prodotta e pubblicata in esclusiva su Line TV una serie prequel, concentrata sui personaggi di Korn e Knock, intitolata Together With Me, che nel 2018 avrà un suo seguito, Together With Me - The Next Chapter.

## Trama
Yihwa è un'universitaria convinta di non avere bisogno nella sua vita di un uomini, che paragona a meri oggetti decorativi. Un giorno però, all'anniversario del suo migliore amico Korn col compagno Knock, incontra Cho, un ragazzo che subito perde la testa per lei. Yihwa non solo non sviluppa lo stesso sentimento, ma pensa che lui possa essere gay e segretamente innamorato di Knock. Per Cho, la via per il suo cuore sarà lunga e accidentata.

## Personaggi e interpreti

### Principali
- Cho, interpretato da Visava Thaiyanont "Tomo"
È un ragazzo che pratica arti marziali che, all'inizio della serie, si innamora di Yihwa. È molto interessato alle macchine veloci e ha  una forte paura per i fantasmi.
- Yihwa, interpretata da Pimnitchakun Bumrungkit "Maengmum"
È una ragazza molto estroversa che all'inizio della serie si mostra mal disposta nei confronti di Cho ma finirà per innamorarsi di lui.
- Knock, interpretato da Pakorn Thanasrivanitchai "Tul"
È il fidanzato di Korn e vorrebbe che lui non fosse così reticente a dimostrare il loro affetto in pubblico.
- Korn, interpretato da Nattapol Diloknawarit "Max"
È il fidanzato di Knock ed è impegnato nel volontariato. Si dimostra reticente a divulgare la propria relazione omosessuale per il timore di non essere accettato dai propri genitori.

### Ricorrenti
- Dewy, interpretata da Thanaporn Rattanasasiwimon "Mine".
- Being, interpretata da Petiei Hokari "Patty".
- James, interpretato da Simon Kessler.
- Phon, interpretato da Krisada Supapprom "Big".

## Episodi
| Stagione       | Episodi | Prima TV |
| -------------- | ------- | -------- |
| Prima stagione | 13      | 2016     |

## Colonna sonora
Nella colonna sonora della serie vi è principalmente il brano Kon tee sia jai kong mai chai tur di Pete Pitipong, del quale viene usata anche la versione acustica cantata da Tul, interprete di Knock.